# Massacro di Trostruki surduk
Il massacro di Trostruki surduk fu l'omicidio di massa di almeno 240 persone tra ebrei e rom avvenuto durante la seconda guerra mondiale in una località di Belgrado, tra Bežanija e Surčin. Il numero esatto di persone uccise, la data dell'esecuzione e il campo di concentramento da cui furono portate rimangono imprecisati.

## Descrizione
Alcune fonti informano che gli omicidi furono eseguiti alla fine di settembre del 1941 e che gli ebrei uccisi furono portati dal campo di concentramento di Topovske Šupe. Altre fonti portano alla conclusione che gli omicidi furono eseguiti nel febbraio 1942 e che gli ebrei uccisi a Trostruki surduk furono portati dal campo di concentramento di Sajmište. Infine, alcune fonti affermano che l'omicidio di massa degli ebrei fu eseguito il 17 ottobre 1941 e che furono portati a Trostruki surduk dal campo di concentramento di Banjica.
Una ricerca più recente indica la data del 17 settembre 1941 e riporta anche un elenco di nominativi (187 ebrei e 53 comunisti) basato sul registro dei prigionieri del campo di Banjica.

## Memoriale nel cimitero ebraico
Il 20 ottobre 1946, per volere dell'Associazione delle organizzazioni di veterani, fu eretto un memoriale e fu anche apposta una targa sul luogo del massacro.